# Субпрефектура Санту-Амару
Субпрефектура Санту-Амару (порт. Subprefeitura de Santo Amaro) — одна з 31 субпрефектури міста Сан-Паулу, розташована на північному сході міста. Її повна площа 37,5 км², населення близько 217 тис. мешканців. Складається з трьох округів:
- Санту-Амару (Santo Amaro)
- Кампу-Белу (Campo Belo)
- Кампу-Гранді (Campo Grande)

| Бразилія | Це незавершена стаття з географії Бразилії. Ви можете допомогти проєкту, виправивши або дописавши її. |